# Apogon hyalosoma
Apogon hyalosoma är en fiskart som beskrevs av Pieter Bleeker 1852. Apogon hyalosoma ingår i släktet Apogon och familjen Apogonidae. IUCN kategoriserar arten globalt som livskraftig. Inga underarter finns listade i Catalogue of Life.

## Bildgalleri

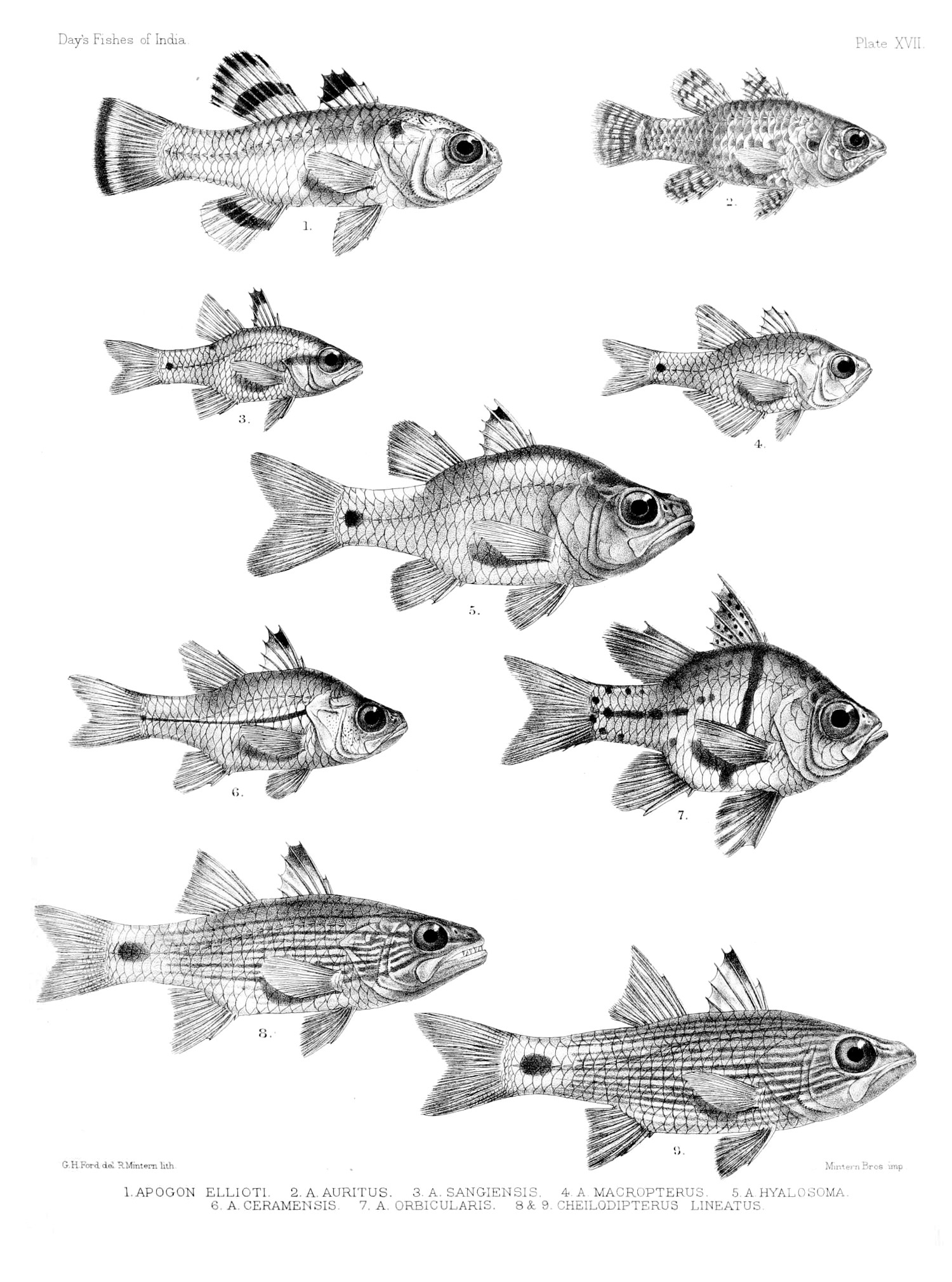
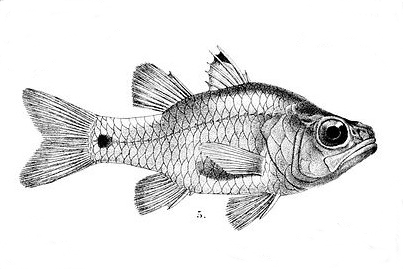